# جورجي بازاييف
جورجي بازاييف (بالروسية: Базаев, Георгий Васильевич)‏ هو لاعب كرة قدم روسي في مركز الوسط، ولد في 26 أغسطس 1978 في روستاوي في جورجيا. لعب مع ألانيا ولوخ إينيرجيا فلاديفوستوك ونادي كوبان كراسنودار.

## وصلات خارجية
- جورجي بازاييف على موقع قاعدة بيانات كرة القدم.إي يو (الإنجليزية)
- جورجي بازاييف على موقع Soccerway.com (الإنجليزية)
- جورجي بازاييف على موقع عالم كرة القدم.نت (الإنجليزية)